# Afiruwa
Afiruwa est un cratère de la planète Vénus ayant un diamètre de 5,2 kilomètres. Sa latitude est de 4,3° et sa longitude est de 3,8°.  L'origine de son nom est un prénom usuel féminin haoussa ,.